# Abdülmecid II.

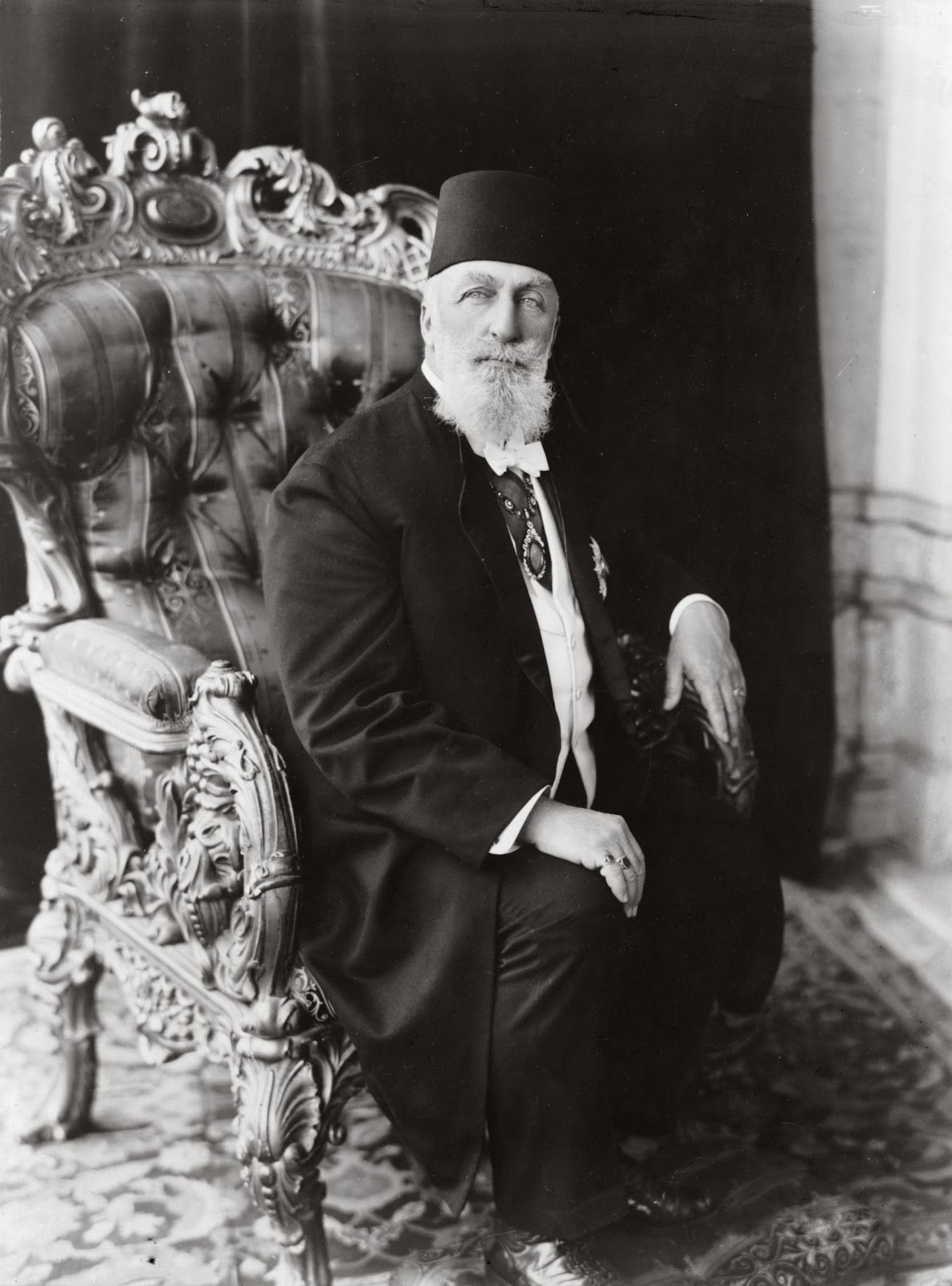
Abdülmecid II. (1923)

Abdülmecid II. (geboren am 29. Mai 1868 in Istanbul; gestorben am 23. August 1944 in Paris) war vom 19. November 1922 bis zum 3. März 1924 der letzte osmanische Kalif. Er betätigte sich auch als Maler.

## Leben
Abdülmecid war der Sohn von Sultan Abdülaziz (1830–1876). Er wurde im Dolmabahçe-Palast in Istanbul geboren und von Privatlehrern erzogen. Am 23. Dezember 1896 heiratete er seine erste Frau Şehsüvar. Das Paar bekam einen Sohn, Ömer Faruk. Seine zweite Frau Hayrunnisa heiratete Abdülmecid am 18. Juni 1902, seine dritte Frau Atiye Mehisti am 16. April 1912. Aus dieser Ehe ging die Tochter Dürrüşehvar Sultan hervor. Bihruz wurde am 21. März 1921 seine vierte Frau.
Er galt als an Politik vollkommen desinteressiert. Seine Leidenschaft war die Kunst, er förderte Musik, Literatur und bildende Künste und beschäftigte sich auch selbst mit Malerei. Eines seiner Bilder wurde 1900 in Paris ausgestellt. Porträts von Ludwig van Beethoven, Johann Wolfgang von Goethe und Sultan Selim I. wurden 1918 in Wien gezeigt. Neben dem Vorsitz der Osmanischen Künstlergesellschaft hatte er den Generalsrang in der osmanischen Armee inne.
Mit der Thronbesteigung seines Vetters Mehmed VI. am 4. Juli 1918 wurde er Kronprinz des Osmanischen Reiches. Versuchen seitens Talât Paschas und später Mustafa Kemal Atatürks, ihn in die Politik des untergehenden Reiches hineinzuziehen, wusste er sich zu entziehen.

## Kalif
Als der Sultan im November 1922 an Bord des britischen Schlachtschiffes Malaya fluchtartig das Land verließ, verkündete der Minister für religiöse Angelegenheiten eine Fatwa zu dessen Absetzung. Das Sultanat wurde abgeschafft, womit allerdings noch die religiöse Funktion des Kalifen zu besetzen war, die über Jahrhunderte hinweg der Sultan in Personalunion ausgeübt hatte. Am 19. November 1922 wählte die Große Nationalversammlung in Ankara Abdülmecid II. zum neuen Kalifen. Auf die bislang üblichen Zeremonien zur Amtseinführung wurde verzichtet.

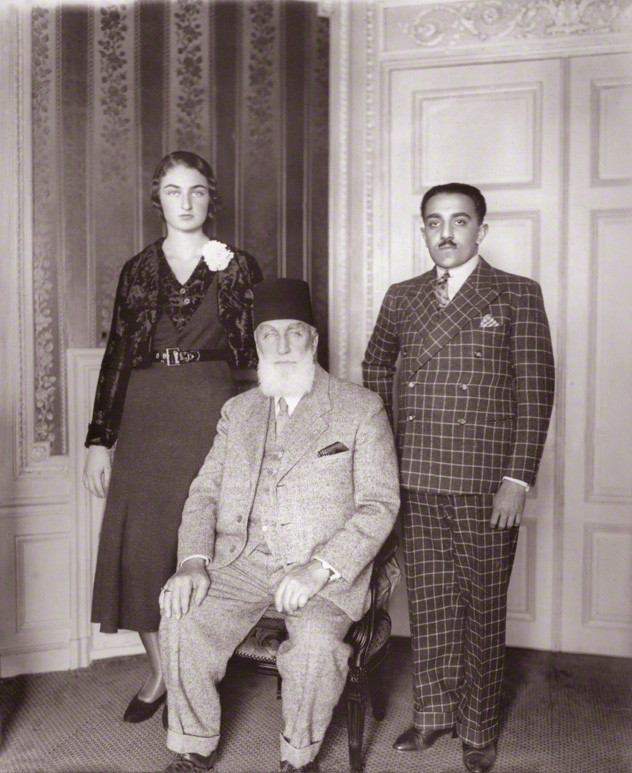
Abdülmecid 1931 mit Tochter (links) und dem Nizam von Hyderabad

Der britische Vertreter bei der Amtseinführung im Topkapı-Palast, der Diplomat George Young, beschrieb die Szene in seinen Erinnerungen (London 1926) so:

„Eine Delegation von Abgeordneten aus Angora teilte einem älteren Amateur mit, dass er durch Mehrheitswahl gewählt worden sei wie irgendein Gewerkschaftsführer.“

„Man hat dem Kalifen den Säbel Osmans verweigert und ihm dafür das Schwert des Damokles gegeben.“

Er war der 101. Kalif und das 37. Oberhaupt der osmanischen Dynastie. Die Macht des neuen Kalifen war gering. Das Osmanische Reich befand sich unter Mustafa Kemal Atatürk im Übergang zur Republik. Atatürk erinnerte den Kalifen mehrmals an dessen begrenzte Rolle. Ein Brief zweier prominenter Moslems aus Indien, Amir Ali und Aga Khan III., an den neuen Premierminister İsmet İnönü, in dem sie Vorschläge zur künftigen Rolle des Kalifats machten, geriet an die Presse.
Die türkische Nationalversammlung entschied, das Kalifat abzuschaffen. Am 3. März 1924 wurde Abdülmecid abgesetzt. Er und alle Angehörigen der osmanischen Dynastie mussten das Land verlassen.

## Exil

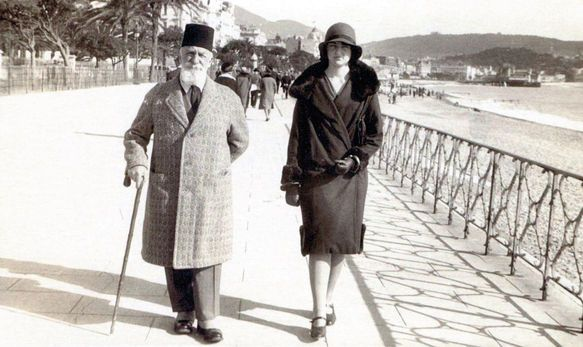
Abdülmecid und seine Tochter Dürrüşehvar beim Spaziergang auf der Promenade des Anglais

Die Behörden brachten ihn aus seinem Palast zum Orient-Express. Nach Zwischenstationen in der Schweiz und Italien ließ er sich mit seiner Familie endgültig in Paris nieder. Dort starb er am 23. August 1944 in seinem Haus am Boulevard Suchet im 16. Arrondissement. Sein Leichnam wurde nach Medina in Saudi-Arabien überführt.
Seine einzige Tochter wurde in einer Doppelhochzeit am 12. November 1931 in Nizza mit Walashan Nawab Sir Mir Himayat Ali Khan Azam Jah, Sohn von Asaf Jah VII. und Prinz von Berar, verheiratet. Das Paar bekam zwei Söhne. Der ältere, Nizam ul-Mulk Fath Jang Barkat Ali Khan Mukarram Jah Asaf Jah VIII. (1933–2023), war der Thronprätendent des 1956 aufgelösten Fürstenstaats Hyderabad. Nilüfer, eine Urenkelin Abdülmecids, heiratete Sahibzada Nawab Muazam Jah (1907–1970).

## Werke

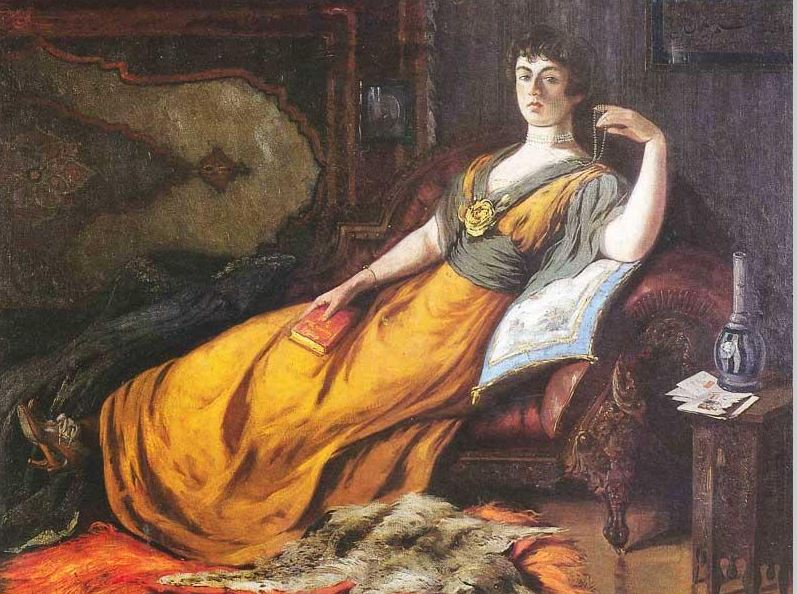
Haremde Goethe, 1898/1917, İstanbul Resim ve Heykel Müzesi (Staatliches Museum für Malerei und Skulptur Istanbul)
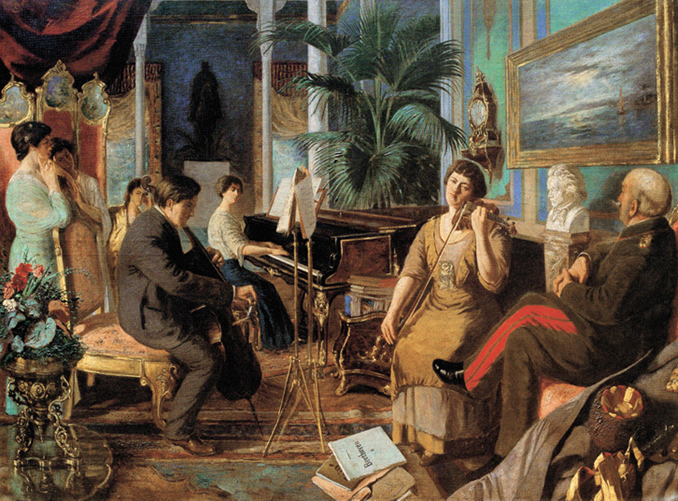
Haremde Beethoven, 1915, İstanbul Resim ve Heykel Müzesi (Staatliches Museum für Malerei und Skulptur Istanbul)
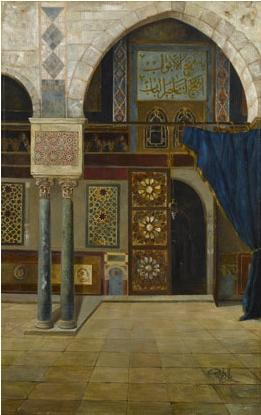
Cami Kapısı, 1920, Sakıp Sabancı Museum
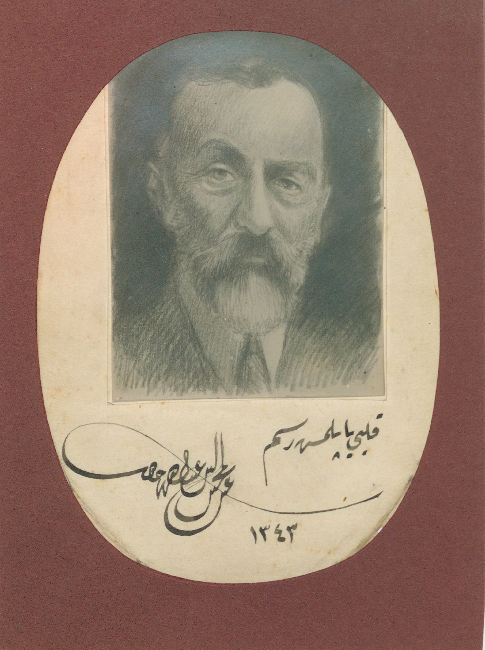
Porträt von Abdülhak Hâmid Tarhan